# Roman Opalka

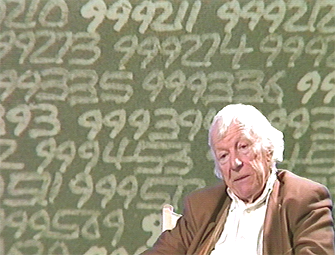
Roman Opalka in 1995

Roman Opalka (officieel Roman Opałka) (Hocquincourt, 27 augustus 1931 – Chieti, 6 augustus 2011) was een Frans kunstschilder van Poolse afkomst.
Sinds 1965 werkte hij aan zijn project "1965 / 1–∞". Hierbij schilderde hij regels van oplopende getallen op zijn doeken die hij "détails" noemde. Opalka wilde zo een spoor van het onomkeerbaar verglijden van de tijd laten zien. Hij overleed drie weken voor zijn 80ste verjaardag in een ziekenhuis nabij Rome, nadat hij tijdens zijn vakantie ziek was geworden.

## Leven
Opalka is geboren uit Poolse ouders die in Frankrijk woonden. In 1935 keerde het gezin terug naar Polen vanwaar de Opalka's tijdens de Tweede Wereldoorlog naar Duitsland werden gedeporteerd. Kort voor het einde van de oorlog werden ze door Amerikaanse soldaten bevrijd. Ze werden naar Frankrijk gebracht en keerden van daar in 1946 terug naar Polen. Opalka begon op 16-jarige leeftijd in Wałbrzych aan een opleiding tot graficus. Vanaf 1949 volgde hij de school voor de kunsten in Łódź en van 1951 tot 1956 de Kunstacademie in Warschau. Opalka werd opgeleid door onder andere Władysław Strzemiński, die hem vertrouwd maakte met de avant-gardekunst uit die tijd. In deze periode leerde hij Alina Piekarczyk kennen, die zijn eerste echtgenote werd. Van 1958 tot 1960 was hij leraar aan het huis voor de kunsten te Warschau. In 1965 begon hij aan zijn levenswerk. In 1977 vestigde Opalka zich te Bazérac waar hij leefde met zijn partner Marie-Madeleine Gazeau.

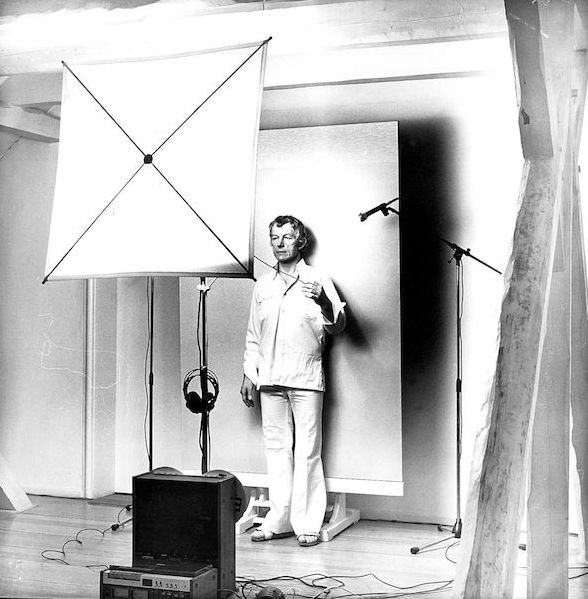
Roman Opalka Lothar Wolleh

## Werk
In 1965 schilderde Opalka met het kleinste penseel dat hij kon vinden een wit cijfer "1" linksboven op een zwart doek van  1960 x 1350 mm. Vanaf 1968 werkt hij continu aan dit project. Toen hij in 1972 het getal "1.000.000" had bereikt besloot hij zijn werkwijze iets aan te passen. Vanaf dat moment voegde hij voor elk nieuw doek 1% wit toe aan de verf die de achtergrond van zijn doek vormde. De doeken - die aanvankelijk geheel zwart waren - werden dus steeds iets lichter, wat ook het verglijden van de tijd illustreerde. Aan het eind van zijn leven waren de doeken vrijwel wit, en de cijfers die Opalka schilderde waren eveneens wit. Om niet van fraude te worden beschuldigd gebruikte Opalka twee soorten witte verf: zinkwit voor de basislaag van zijn schilderij en titaniumwit voor de cijfers die hij schilderde. Hierdoor zijn de cijfers die hij schildert toch zichtbaar, als men zijn doeken onder een bepaalde hoek houdt. Vanaf 1968 sprak Opalka elk getal dat hij schildert uit in het Pools. De geluidsopnamen hiervan vormden een tweede bewijs dat de getallen - die in de loop der jaren steeds moeilijker zichtbaar begonnen te worden - daadwerkelijk door hem waren geschilderd.
Aan het eind van elke werkdag maakte Opalka een portretfoto van zichzelf in zo neutraal mogelijk licht en met een neutrale gezichtsuitdrukking. Als hij een schilderij had voltooid maakte hij een foto van zichzelf staande voor het doek. In zijn witte werkkleding en met zijn haren die bij het ouder worden steeds witter werden leek hij langzaam te verdwijnen in de doeken die hij schilderde. Ook dit was weer een manier om het verglijden van de tijd te laten zien.
Opalka gebruikte penselen nummer 0. Pas wanneer hij een getal had voltooid doopte hij zijn penseel opnieuw in. De penselen werden voorzien van het eerste getal dat ermee was geschilderd, en ten minste ook het laatste getal, soms ook tussenliggende getallen die bijzonder waren, en werden vervolgens bewaard. De penselen vormen een onderdeel van Opalka's levenswerk.

## Onderscheidingen en prijzen
- 2009 - Commandeur dans l'ordre des Arts et Lettres, Frankrijk
- 2009 - Gloria Artis, gouden medaille van verdienste, Polen
- 1996 - Bijzondere prijs van het ministerie van buitenlandse zaken, Polen
- 1993 - Goslarer Kaiserring, kunstprijs van de stad Goslar (Duitsland)
- 1991 - Prix National de la Peinture, Frankrijk

## Tentoonstellingen (selectie)
- OPALKA 1965/1-∞ in Städtische Galerie im Lenbachhaus te München (Duitsland), 1992-1993
- OPALKA 1965/1-∞ zelfportretten, Gallery La Jolla, (Californië, Verenigde Staten), 2002
- OPALKA 1965/1-∞ retrospectief Roman Opalka in het Lindenau Museum te Altenburg (Duitsland), 2002
- OCTOGONE, Museum voor moderne kunsten te Saint-Étienne, 2006
- OPALKA 1965/1-∞, "Passages", galerie Yvon Lambert (Parijs), 2010

## Filmografie
- Bloody Mondays & Strawberry Pies (2008) van Coco Schrijber